# Agaete
Agaete település Spanyolországban, Las Palmas tartományban. Agaete Artenara és Gáldar községekkel határos. Lakosainak száma 5670 fő (2024).

## Népesség
A település népessége az elmúlt években az alábbi módon változott:
| Lakosok száma | 5613 | 5511 | 5710 | 5782 | 5767 | 5656 | 5526 | 5586 | 5633 | 5670 |
|               | 2001 | 2004 | 2007 | 2009 | 2012 | 2014 | 2017 | 2019 | 2022 | 2024 |